# John Hunting
John Hunting (Leicester, 15 agosto 1935 – Leicester, 2 dicembre 2024) è stato un arbitro di calcio inglese.

## Carriera
Hunting divenne arbitro a 32 anni e dopo soli 4 anni fece da assistente durante la finale di FA Cup 1971-1972. A livello internazionale ha diretto due incontri di qualificazione ai campionati europei: Paesi Bassi-Svizzera del 28 marzo 1979 e Unione Sovietica-Portogallo del 27 aprile 1983. Ha anche diretto una partita delle qualificazioni al campionato mondiale di calcio 1982: Nigeria-Tunisia del 12 luglio 1980. Il 28 aprile 1982 ha diretto l'incontro tra Irlanda-Scozia, disputato al Windsor Park di Belfast e valido per il Torneo Interbritannico.
A livello europeo, la partita più importante cui è stato designato è stato il quarto di finale della Coppa dei Campioni 1980-1981 tra Baník Ostrava e Bayern Monaco. Mentre in patria, nel 1984, è stato l'arbitro della finale di FA Cup 1983-1984.
Hunting è stato uno dei cinque arbitri massoni ad essere designati per la finale di FA Cup. È stato inoltre arbitro di tennis ITF Silver Badge.